# Pierre du décalogue de Los Lunas

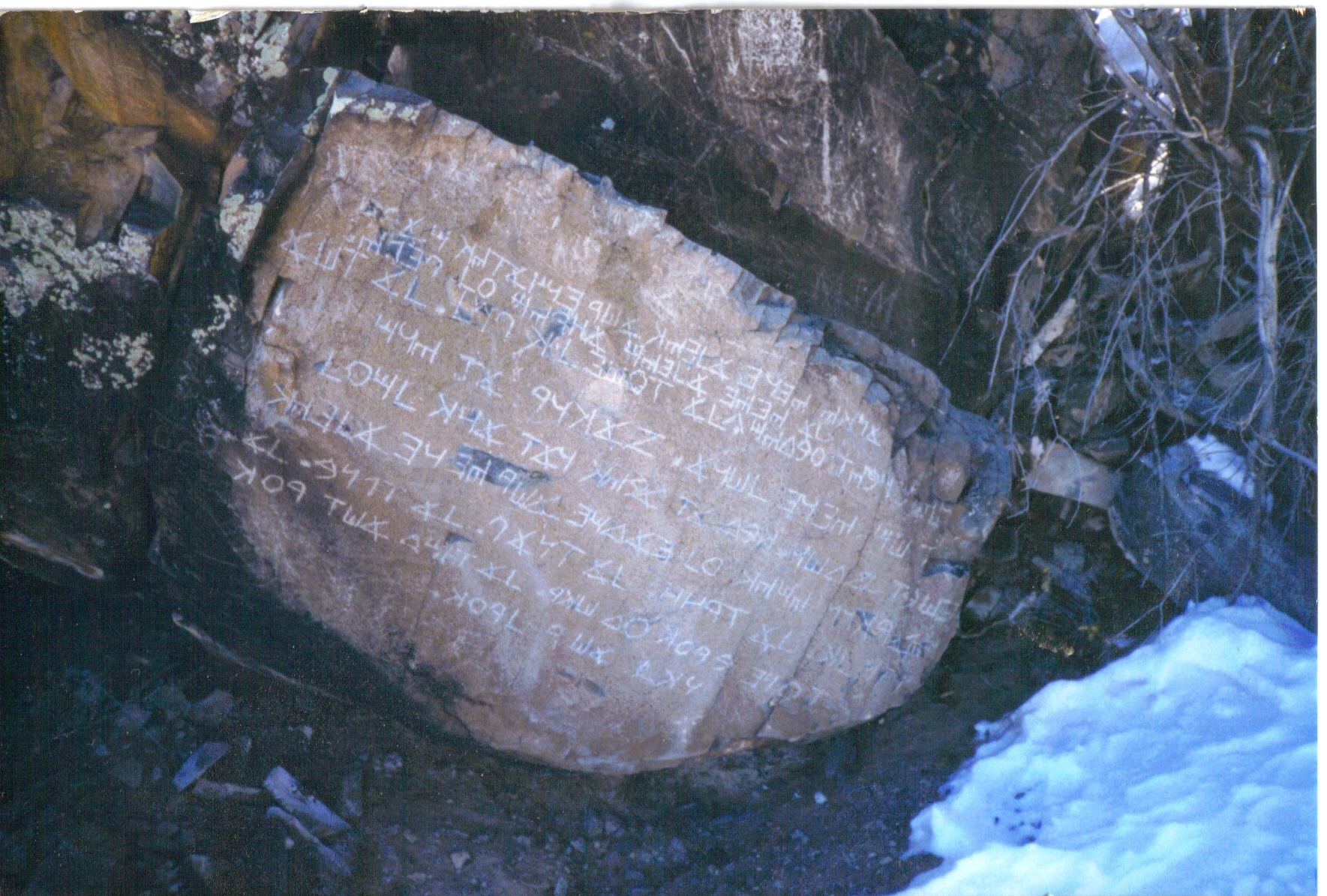
La pierre du décalogue de Los Lunas au Nouveau-Mexique.

La Pierre du décalogue de Los Lunas est un énorme rocher situé sur les pentes de Hidden Mountain, près de Los Lunas au Nouveau-Mexique, à une cinquantaine de kilomètres au sud d'Albuquerque et qui porte une inscription taillée d'une façon régulière sur le plat de la roche et qui s'apparenterait au texte du décalogue.

## Présentation
Le poids de cette roche a été évalué à 80 tonnes. Elle est donc intransportable pour être mise à l'abri dans un musée et a fortiori ne fut point transportable dans l'Antiquité. La zone est privée et l'accès est payant pour les visiteurs.

## Découverte
La première mention de la pierre date de 1933, lorsque le professeur Frank Hibben (en), un archéologue de l'Université du Nouveau Mexique a été conduit par un guide jusqu'à ce rocher, qui aurait initialement été découvert en 1880 par un enfant.

## Interprétations
L'inscription gravée sur le rocher est interprétée[Par qui ?] comme étant une version abrégée du décalogue ou les Dix Commandements sous une forme paléo-hébraïque. Un groupe de lettres ressemblant au tétragramme « YHWH », ou « Yahweh », est inscrit à quatre reprises. L'origine de l'inscription sur la pierre est controversée, car certains prétendent que l'inscription serait précolombienne et prouverait l'existence de contacts transocéaniques précolombiens. Certains ont suggéré que ce texte serait l'œuvre d'une des dix tribus perdues d'Israël. Mais les lettres paléo-hébraïques sont pratiquement identiques à l'alphabet phénicien, qui était connu au XIXe siècle ; on ne peut donc pas exclure la possibilité d'une fraude. Un argument supplémentaire pour la fraude serait l'utilisation apparente de la ponctuation moderne de l'hébreu. L'inscription comporterait de nombreuses erreurs stylistiques et grammaticales.
Les recherches de Frank Hibben sont controversées, car il est accusé d'avoir fabriqué des faux lors de ses fouilles archéologiques de sites amérindiens de la culture Clovis.
L'archéologue et linguiste Cyrus Gordon y voit une Mezouzah samaritaine écrite d'après la Bible Samaritaine. Cyrus Gordon est connu pour ses recherches sur les supposés contacts des navigateurs phéniciens en Amérique.
Hypothèse du canular mormon : le bataillon mormon enrôlé dans la guerre américano-mexicaine a séjourné dans cette région fin 1846 lors de sa marche vers le Rio Grande. Il est envisageable que certains hommes de ce bataillon (de plus de 500 volontaires) aient eu les connaissances nécessaires pour réaliser un tel faux.
La pierre du décalogue de Los Lunas est souvent associée avec la pierre runique de Kensington, le rocher de Dighton, et la tour de Newport comme des exemples de monuments américains aux origines contestées.